# Uiterburen (Schildwolde)
Uiterburen is een voormalige buurtschap in de Nederlandse provincie Groningen, gelegen te Schildwolde. Het streekje wordt vermeld in de eerste helft van de vijftiende eeuw als Utebert of Utherberth; later heet het Uiterbuiren, of Butebuurt. Het betreft de bewoning direct ten oosten van de kerk. Hiertoe behoorde ook een deel van de buurtschap De Zanden.
Het buurtje vormde een zijleed binnen het Woldzijlvest en gaf later zijn naam aan het waterschap Uiterburen oftewel de Uiterbuursterpolder.
De Uiterbuurster klauw was tevens de naam van een zijleed in de schepperij Siddeburen. Hiermee werden de landerijen in de buurtschap Akkereinden ten westen van de Woldweg aangeduid.